# Openmatics
| Logo von Openmatics |                                                                         |
| --- | ----------------------------------------------------------------------- |
| \| Branche \| Automotive, Telematik, Verkehr, Logistik, Softwareanwendungsentwicklung \| \| Gründung \| 4. Oktober 2010 \| \| Hauptsitz \| Pilsen, Tschechien \| \| Produkte \| Onboard-Unit, Web-Portal, Software-Anwendungen (Apps), App-Shop \| \| Webseite \| openmatics.com \| |                                                                         |
| Branche | Automotive, Telematik, Verkehr, Logistik, Softwareanwendungsentwicklung |
| Gründung | 4. Oktober 2010                                                         |
| Hauptsitz | Pilsen, Tschechien                                                      |
| Produkte | Onboard-Unit, Web-Portal, Software-Anwendungen (Apps), App-Shop         |
| Webseite | openmatics.com                                                          |

Openmatics ist eine Telematik-Plattform für Fahrzeugflotten. Das Unternehmen Openmatics s.r.o. wurde 2010 mit Sitz in Pilsen in der Tschechischen Republik als Tochtergesellschaft der ZF Friedrichshafen AG gegründet. Openmatics entwickelt und betreibt eine offene, von Fahrzeug- und Komponentenherstellern unabhängige Telematik-Plattform.

## Das Telematik-System Openmatics
Openmatics ist ein Instrument zur Verbesserung des Flottenmanagements und besteht aus vier Komponenten: einer On-Board-Unit, dem Web-Portal, den Software-Anwendungen und dem Online-Shop. Die Onboard-Unit überträgt Daten von und zum Fahrzeug, so können Service- und Positionsdaten übermittelt werden. Das Portal ermöglicht den Zugriff auf die empfangenen Daten und kann zum Verwalten von Applikationen und Fahrzeugen verwendet werden. Die Software-Applikationen werden von Openmatics selbst oder von 3rd-Party-Entwicklern mit Hilfe eines Software Development Kit (SDK) entwickelt. Die Anwendungsentwicklung konzentriert sich hauptsächlich auf folgende Kategorien: Antriebsstrang und Diagnose, Einsparungen, Flottenmanagement, Sicherheit, Unterhaltung und Information.